# Elena
Elena (pronunciato Èlena) è un nome proprio di persona italiano femminile.

## Varianti
- Femminili: Elenia[2]
  - Ipocoristici: Ele[5], Lena
  - Composti: Marilena
- Maschili: Eleno[2][3], Elenio[2]

### Varianti in altre lingue
Di seguito si trova una lista delle varianti del nome in altre lingue; a queste vanno aggiunte Ilona, Ileana e Ilenia, la cui correlazione ad Elena non è certissima:
- Armeno Հեղինե (Hełine)[senza fonte]
- Bretone: Elena[senza fonte]
- Bulgaro: Елена (Elena)
- Ceco: Helena
- Croato: Helena, Jelena[4]
- Danese: Elin[4], Helena, Helene[4], Helen
- Estone: Helena, Jelena
- Finlandese: Eliina[4], Elina, Heleena, Helena
- Francese: Hélène[2][4][6]
  - Francese antico: Elaine
- Gallese: Elin[4], Elen
- Georgiano: ელენე (Elene)
- Greco antico: Ἑλένη (Helénē)[3][6]
  - Maschili: Ἕλενος (Hélenos)[3]
- Greco moderno: Ελένη (Elenī)[4], Ελενα (Elena)
- Inglese: Helen[2][6], Helena[4], Hellen, Ellen[4], Elaine
- Irlandese: Léan
- Islandese: Helena
- Latino: Helena[3][6], Helene[3]
- Lettone: Elīna, Helēna, Jeļena, Jelena
- Lituano: Elena, Jelena
- Macedone: Елена (Elena)
- Norvegese: Elin[4], Helena, Helene[4], Helen
- Olandese: Heleen, Helena, Helene[4]
- Polacco: Helena
- Portoghese: Helena, Elena[4]
- Rumeno: Elena
- Russo: Елена (Elena)[4], Yelena
- Sardo: Elene, Eleni, Aleni
- Serbo: Јелена (Jelena)[4]
- Slovacco: Helena, Elena
- Sloveno: Helena, Jelena
- Spagnolo: Elena[2][4], Helena
- Svedese: Elin[4], Elina, Helena, Helene[4], Helen
- Tedesco: Helena[2], Helene[4], Helle, Elena
- Ucraino: Олена (Olena)[4]
- Ungherese: Heléna

1. ↑  Tutte le varianti elencate qui sopra sono verificabili, salvo diversamente specificato, alla nota 1.

### Forme ipocoristiche e alterate
Oltre a Lena e Alena, due ipocoristici diffusi in diverse lingue, il nome conta anche le seguenti forme tronche o alterate:
- Ceco: Lenka[4]
- Croato: Jela, Jelka
- Danese: Eli[7], Ella[7]
- Finlandese: Heli, Ella, Elli
- Inglese: Elle, Ella, Ellie, Elly, Nell, Nelle, Nella, Nellie
- Norvegese: Eli[7], Ella[7]
- Olandese: Heleentje
- Rumeno: Ilinca, Lenuța
- Serbo: Јела (Jela), Јелка (Jelka)
- Slovacco: Jela, Lenka
- Sloveno: Jelka
- Svedese: Ella[7]
- Ucraino: Леся (Lesja)

1. ↑  Le forme alterate e gli ipocoristici elencati di seguito sono verificabili, salvo diversamente specificato, alla nota 1.

## Origine e diffusione

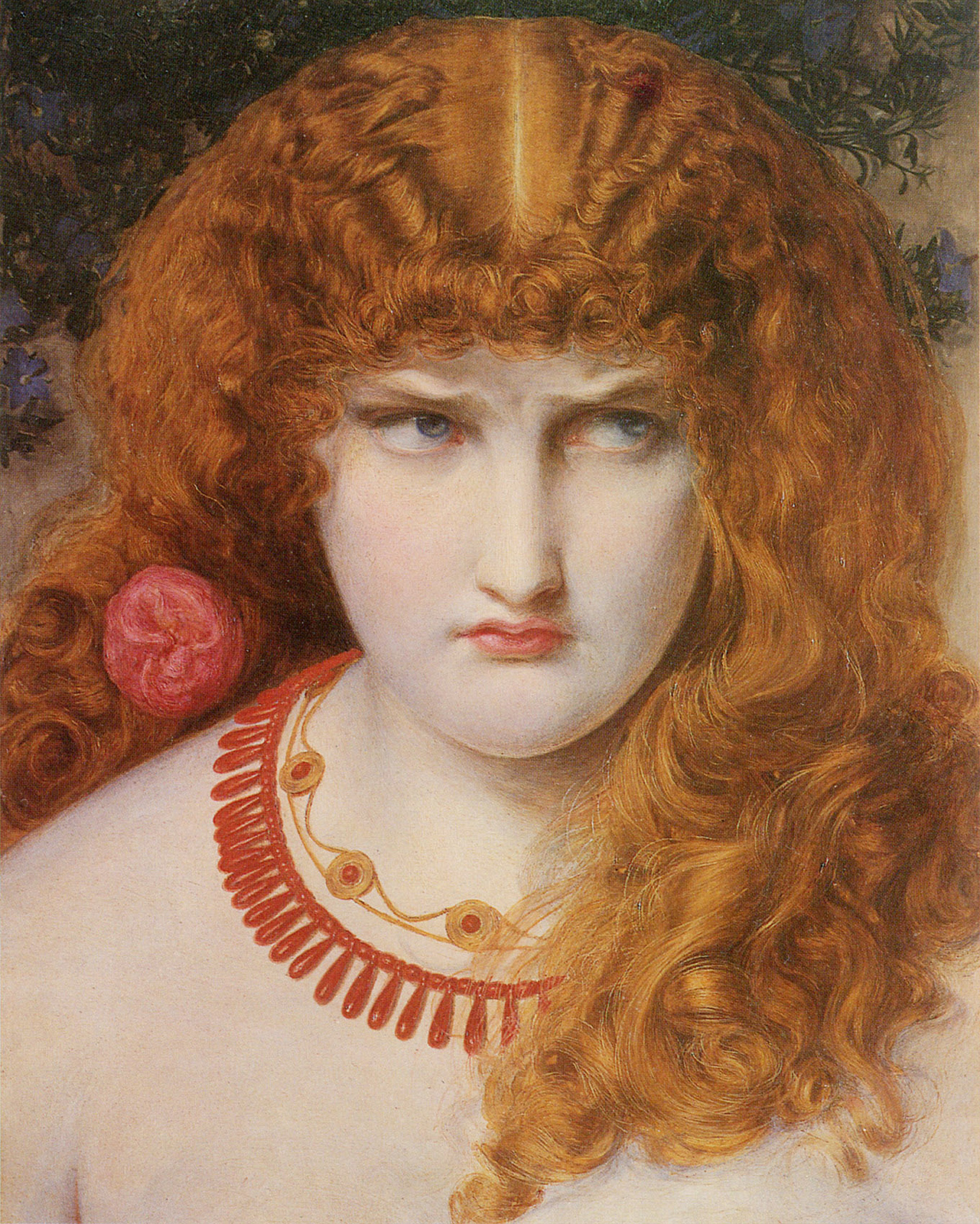
Elena di Troia in un dipinto di Frederick Sandys

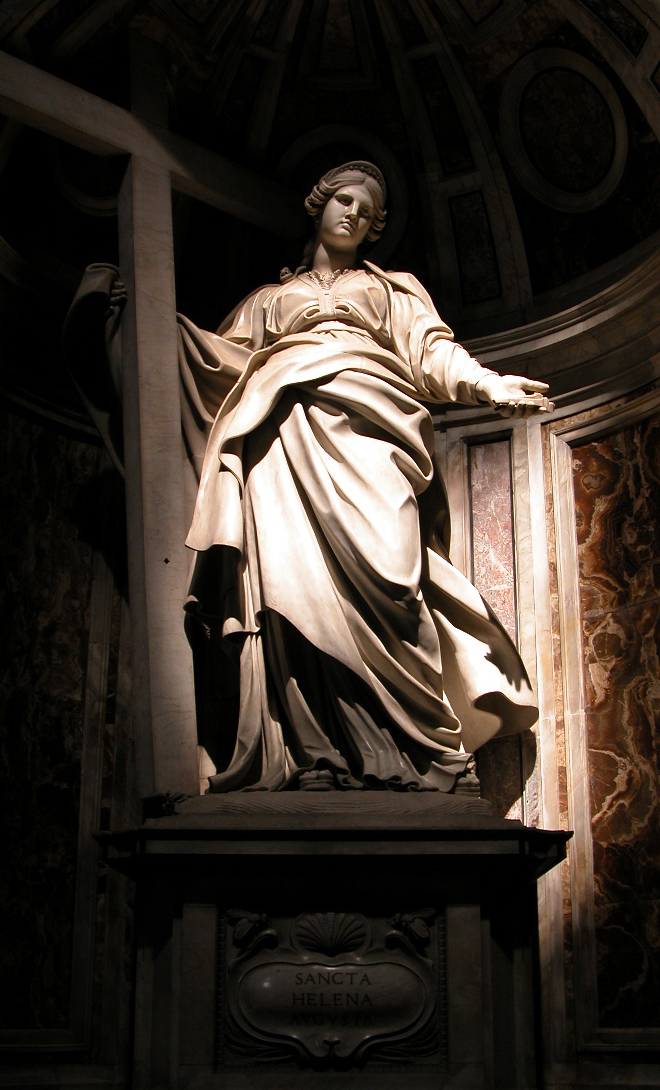
Sant'Elena con la Vera Croce in una statua di Andrea Bolgi, conservata nella basilica di San Pietro a Roma

Proviene dall'antico nome greco Ἑλένη (Hélenē), la cui origine non è certissima: generalmente viene ricondotto ad una gamma di termini correlati fra loro, come ἑλένη (helene, "torcia", "fiaccola"), helenos ("luminoso", "brillante") o hélē ("splendore", "fulgore solare"), ma non si esclude una possibile derivazione da σεληνη (selene, "luna"), termine da cui deriva il nome Selene.
Il nome è celebre per essere portato da Elena, la moglie di Menelao nella mitologia greca, a causa della quale prende avvio la Guerra di Troia narrata nell'Iliade di Omero; la sua vicenda è narrata in numerosissime opere letterarie, teatrali e musicali, e le sono dedicati il satellite di Saturno Elena e l'asteroide 101 Helena. Così si chiamò anche l'imperatrice Flavia Giulia Elena, madre di Costantino, a cui è attribuito il ritrovamento della croce di Cristo in Terrasanta, e che è venerata dai cristiani come "sant'Elena".
Il nome era diffuso come personale già nell'antica Grecia e nell'antica Roma, ed è rimasto sempre popolare grazie alle due figure precedenti. La sua ampia diffusione in Italia deve la sua fortuna non solo ad esse ma anche, a partire dal XX secolo, ad Elena del Montenegro, che fu la penultima regina consorte d'Italia come moglie di Vittorio Emanuele III di Savoia. Per quando riguarda la lingua inglese, venne importato in Inghilterra con la conquista normanna, diffondendosi durante il Medioevo nella forma Ellen, che venne gradualmente sostituita da Helen a partire dal Rinascimento: quest'ultima forma ha avuto particolare successo negli Stati Uniti, risultando fra i dieci nomi più usati per le neonate tra il 1890 e il 1934.

## Onomastico
Solitamente, l'onomastico viene festeggiato il 18 agosto in onore di sant'Elena imperatrice, madre dell'imperatore Costantino I. Il suo ricordo è legato tradizionalmente al ritrovamento della Vera Croce sulla quale fu crocefisso Gesù. Con lo stesso nome si ricordano anche, alle date seguenti:
- 11 aprile, beata Elena Guerra, fondatrice delle suore oblate dello Spirito Santo[8]
- 23 aprile, beata Elena Valentini da Udine; vedova e monaca agostiniana[8][9]
- 22 maggio, sant'Elena di Auxerre, discepola di sant'Amatore di Auxerre, vergine[8][9]
- 11 giugno, beata Elena (o Iolanda) di Polonia, monaca clarissa[9]
- 19 giugno, beata Elena Aiello, fondatrice delle suore minime della Passione di Nostro Signore Gesù Cristo[8]
- 31 luglio, sant'Elena, vedova e martire a Skövde[8][9]
- 13 agosto, sant'Elena, religiosa e martire a Burgos[9]
- 23 settembre, beata Elena Duglioli, vedova e mistica[8][9]
- 4 novembre, beata Elena Enselmini, monaca clarissa[8][9]
- 9 novembre, beata Elena d'Ungheria, religiosa domenicana presso Veszprém[9]

## Persone

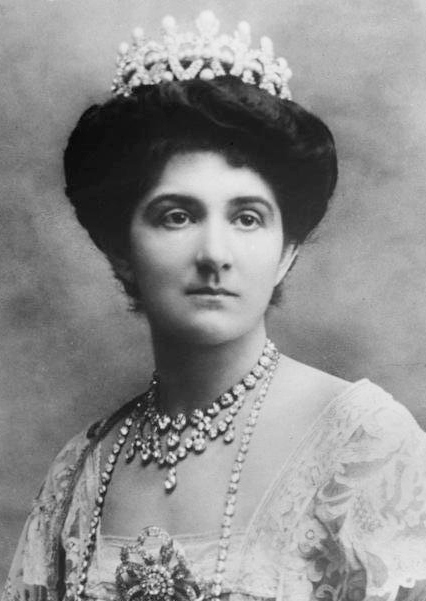
Elena del Montenegro

- Flavia Giulia Elena, imperatrice romana e santa
- Elena Ceaușescu, politica rumena
- Elena Lucrezia Cornaro, filosofa italiana
- Elena Croce, traduttrice, scrittrice e ambientalista italiana
- Elena del Montenegro, principessa del Montenegro e regina d'Italia
- Elena Dement'eva, tennista russa
- Elena di Baviera, duchessa di Baviera e principessa ereditaria di Thurn und Taxis
- Elena di Sassonia-Coburgo-Gotha, principessa del Regno Unito
- Elena di Zara, regina di Croazia
- Elena Fabrizi, attrice, cuoca e ristoratrice italiana
- Elena Ferrante, scrittrice italiana
- Elena Holéczyová, artista tessile slovacca
- Elena Isinbaeva, atleta russa
- Elena Santarelli, showgirl e conduttrice televisiva italiana
- Elena Sofia Ricci, attrice italiana
- Elena Välbe, fondista, dirigente sportiva e allenatrice di sci nordico russa

### Variante Ellen

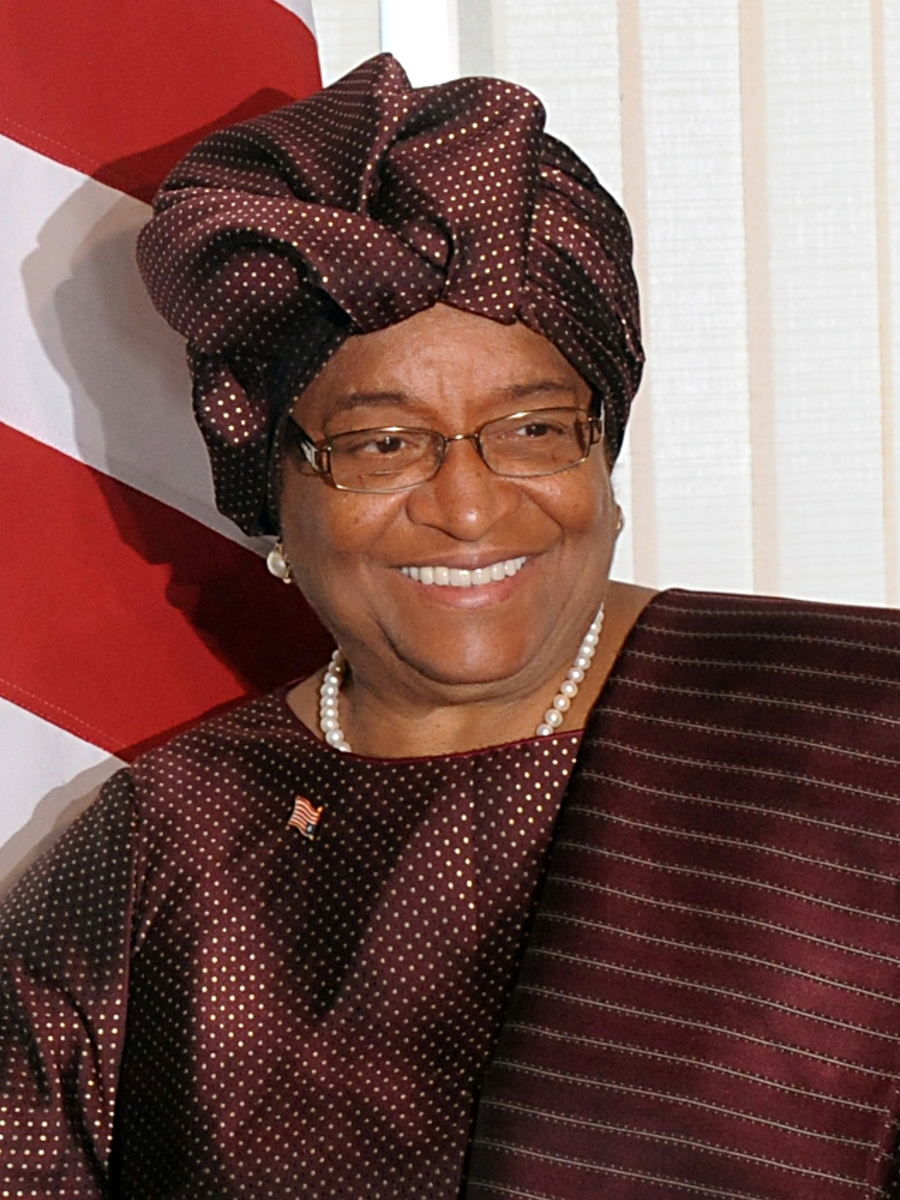
Ellen Johnson Sirleaf

- Ellen Albertini Dow, attrice e ballerina statunitense
- Ellen Andrée, attrice francese
- Ellen Barkin, attrice e produttrice cinematografica statunitense
- Ellen Burstyn, attrice statunitense
- Ellen DeGeneres, attrice, comica e conduttrice televisiva statunitense
- Ellen Drew, attrice statunitense
- Ellen Gould White, religiosa statunitense
- Ellen Hidding, ex modella e conduttrice televisiva olandese naturalizzata italiana
- Ellen Johnson Sirleaf, politica ed economista liberiana
- Ellen Kessler, cantante e ballerina tedesca

### Variante Elaine

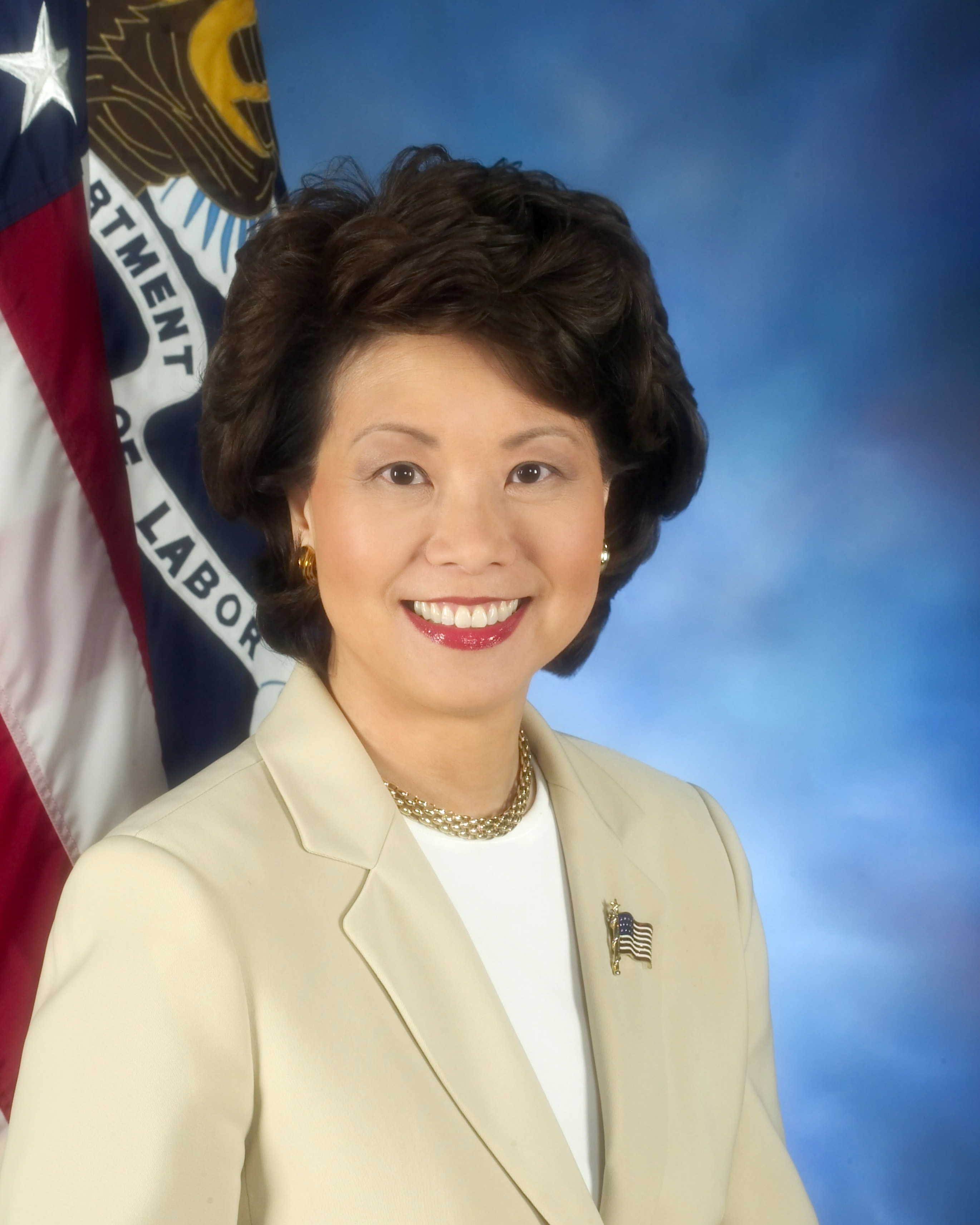
Elaine Chao

- Elaine Breeden, nuotatrice statunitense
- Elaine Cassidy, attrice irlandese
- Elaine Chao, politica statunitense
- Elaine Cheris, schermitrice statunitense
- Elaine May, regista, attrice e sceneggiatrice statunitense
- Elaine Pagels, docente statunitense
- Elaine Paige, attrice e cantante britannica
- Elaine Scarry, accademica, insegnante e saggista statunitense
- Elaine Stewart, attrice statunitense
- Elaine Stritch, attrice e cantante statunitense
- Elaine Tanner, nuotatrice canadese

### Variante Helen

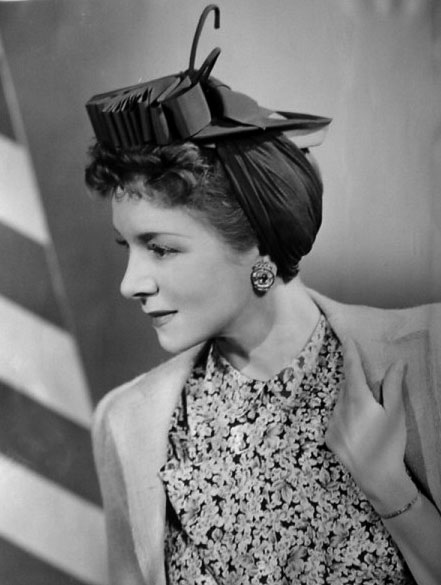
Helen Hayes

- Helen Fielding, scrittrice britannica
- Helen Hayes, attrice statunitense
- Helen Hunt, attrice statunitense
- Helen Jenkins, triatleta britannica
- Helen Keller, scrittrice, attivista e insegnante statunitense
- Helen Levitt, fotografa statunitense
- Helen Mirren, attrice britannica naturalizzata statunitense
- Helen O'Connell, conduttrice televisiva e cantante statunitense
- Helen Parkhurst, pedagogista ed educatrice statunitense
- Helen Prejean, religiosa statunitense
- Helen Slater, attrice e cantautrice statunitense
- Helen Wills Moody, tennista statunitense

### Variante Helena
- Helena Barlow, attrice britannica

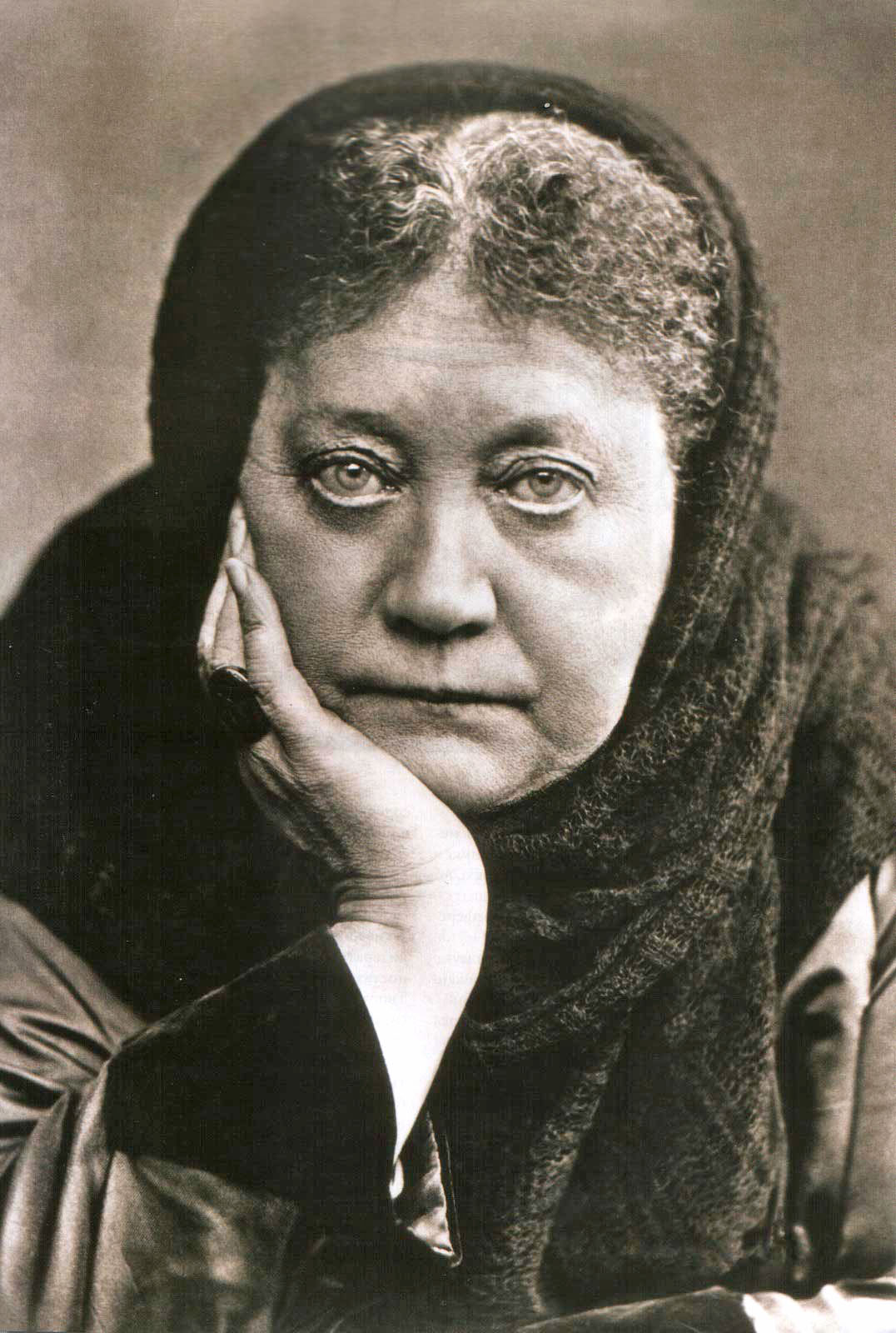
Helena Petrovna Blavatsky

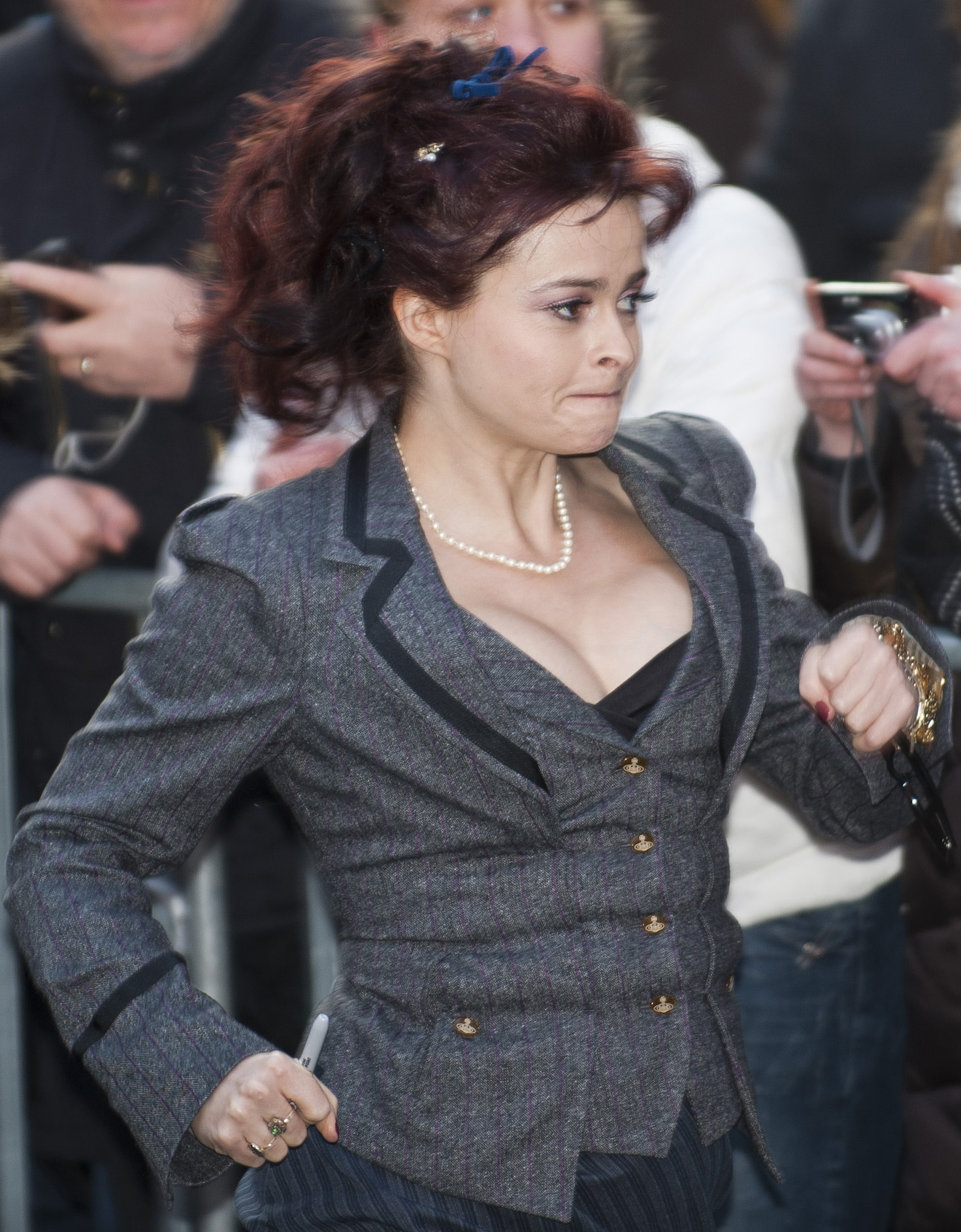
Helena Bonham Carter

- Helena Petrovna Blavatsky, filosofa e teosofa russa
- Helena Bonham Carter, attrice britannica
- Helena Carter, attrice statunitense
- Helena Christensen, supermodella danese
- Helena Ekholm, biatleta svedese
- Helena Elinder, schermitrice svedese
- Helena Engman, atleta svedese
- Helena Erbenová, fondista ceca
- Helena Faucit, attrice teatrale britannica
- Helena Fibingerová, atleta cecoslovacca
- Helena Fromm, taekwondoka tedesca
- Helena Havelková, pallavolista ceca
- Helena Lavrsen, giocatrice di curling danese
- Helena Makowska, attrice polacca
- Helena Mattsson, attrice svedese
- Helena Modjeska, attrice polacca
- Helena Nordheim, ginnasta olandese
- Helena Paparizou, cantante svedese
- Helena Rojo, attrice messicana
- Helena Rubinstein, imprenditrice polacca
- Helena Suková, tennista ceca
- Helena Vondráčková, cantante ceca

### Variante Helene

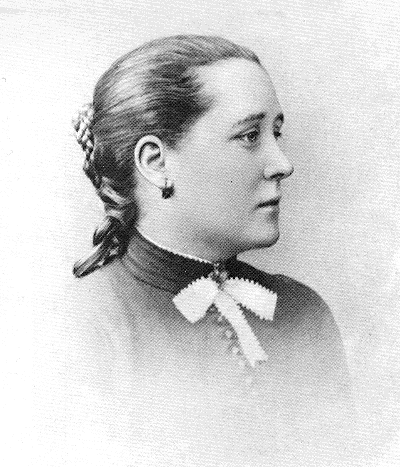
Helene Demuth

- Helene Demuth, governante di Jenny e Karl Marx
- Helene Deutsch, psicoanalista austriaca
- Helene Engelmann, pattinatrice artistica su ghiaccio austriaca
- Helene Hanff, scrittrice e sceneggiatrice statunitense
- Helene Madison, nuotatrice statunitense
- Helene Mayer, schermitrice tedesca
- Helene Nardini, attrice italiana
- Helene Udy, attrice, regista e produttrice televisiva statunitense

### Variante Hélène
- Hélène Azenor, pittrice francese

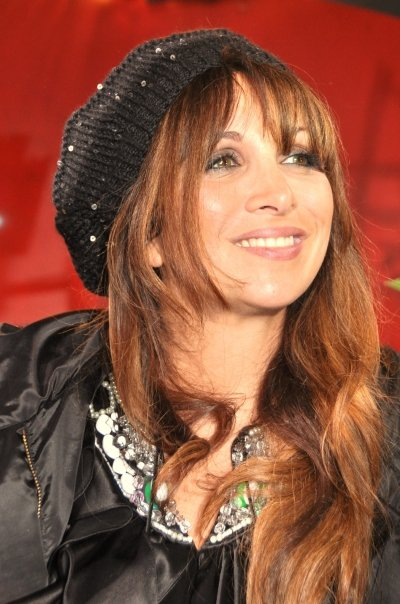
Hélène Ségara

- Hélène Berr, ragazza francese ebrea autrice di un diario
- Hélène Carrère d'Encausse, storica francese
- Hélène Chanel, attrice francese
- Hélène de Chappotin de Neuville, religiosa francese
- Hélène Dutrieu, pistard e aviatrice belga
- Hélène Grimaud, pianista e scrittrice francese
- Hélène Prévost, tennista francese
- Hélène Rémy, attrice francese
- Hélène Ségara, cantante francese

### Variante Jelena

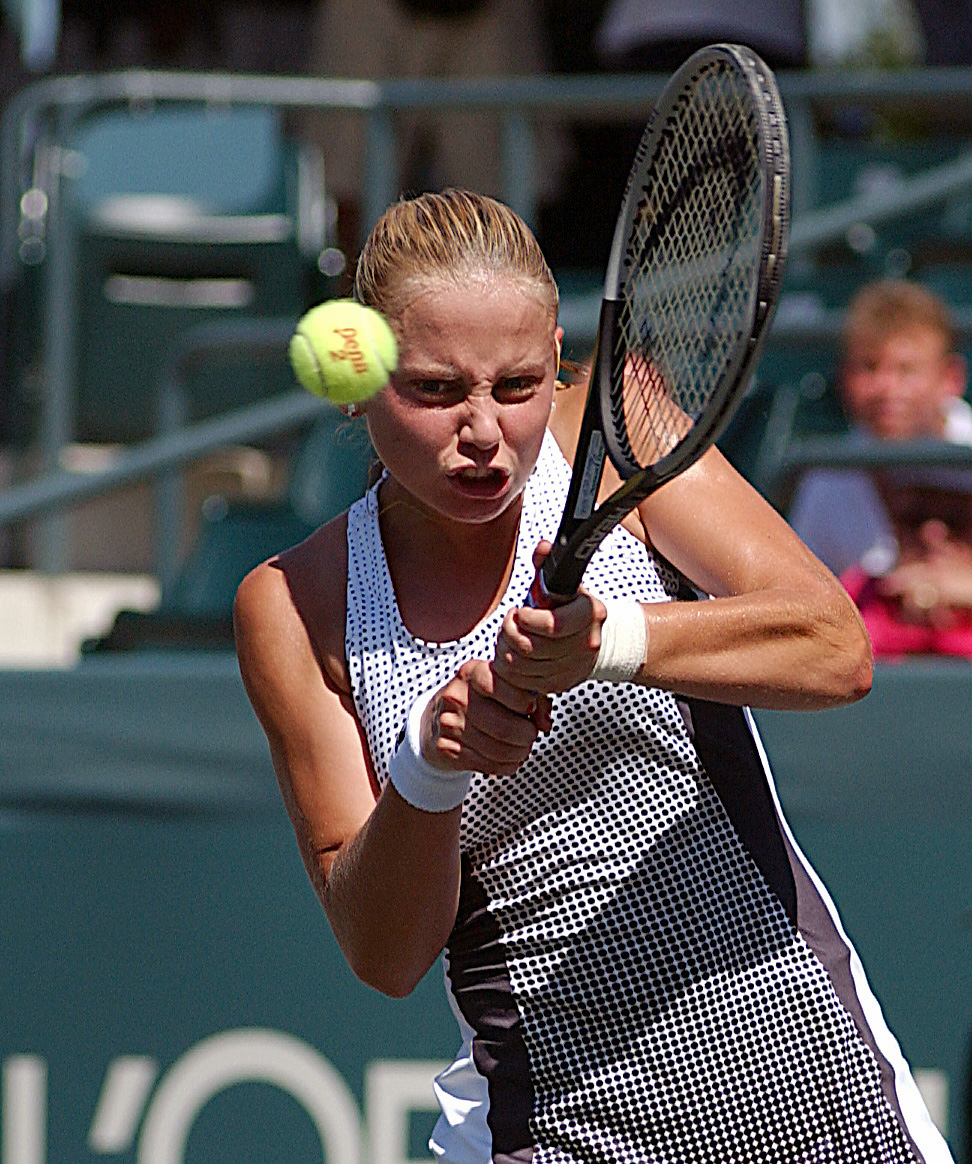
Jelena Dokić

- Jelena Dokić, tennista serba naturalizzata australiana
- Jelena Ivezić, cestista croata
- Jelena Janković, tennista serba
- Jelena Kostanić Tošić, tennista croata
- Jelena Lozančić, pallavolista francese
- Jelena Nikolić, pallavolista serba
- Jelena Tomašević, cantante serba

### Altre varianti femminili
- Elina Danielyan, scacchista armena
- Elin Nordegren, modella svedese
- Elina Salo, attrice finlandese
- Elina Svitolina, tennista ucraina
- Elin Wägner, scrittrice, giornalista, femminista, insegnante, ecologista e pacifista svedese
- Ėlina Z'verava, atleta bielorussa

### Varianti maschili
- Elenio Acrone, grammatico romano
- Eleno di Alessandria, vescovo di Alessandretta (II secolo)
- Heleno de Freitas, calciatore brasiliano
- Helenio Herrera, calciatore e allenatore di calcio argentino naturalizzato francese

## Toponimi
- Elena era un comune autonomo dal 1897 al 1927, nel ventunesimo secolo noto come rione Porto Salvo, frazione di Gaeta. Il suo nome era un omaggio all'allora principessa Elena, futura regina d'Italia.